# Ciciliano
Ciciliano is een gemeente in de Italiaanse provincie Rome (regio Latium) en telt 1250 inwoners (1 januari 2024). De oppervlakte bedraagt 19,0 km², de bevolkingsdichtheid is 60 inwoners per km².

## Geschiedenis

### Oudheid
Ciciliano is gelegen op een heuvel in een strategische positie en kijkt uit over de vallei van de Giovenzano, een zijrivier van de Aniene, en over de vallei van het riviertje Empiglione.
Aan de voeten van de heuvel zijn twee passen, Passo Della Fortuna en Passo di San Pietro, doorgangspunt voor de transhumance routes van de oude Apennijnen en voor de verbindingen met Rome via Tivoli of Palestrina.
Vondsten in het gebied wijzen erop dat er in het Paleolithicum al jagers in de bergen waren op zoek naar prooien, vooral herten.
Een kleine gepolijste stenen bijl is aangetroffen die kan worden toegeschreven aan het Neolithicum. Deze vondst zou een meer wijdverspreide aanwezigheid bewijzen in het gebied van Ciciliano. Het was in het Neolithicum en de Bronstijd dat het gebied rondom Ciciliano permanent werd bezocht tijdens de transhumance, zowel vanwege de overvloed aan bronnen en waterlopen als vanwege het gemak waarmee men zich door de valleien kon verplaatsen. Bij de Passo della Fortuna vonden herders een ideale rustplaats waar ze konden uitrusten en hun dorst lessen voordat ze het laatste stuk van hun route naar de vlakten aflegden.
Uit de 6e-5e eeuw v.Chr. Ciciliano, net als de nabijgelegen heuvel plaatselijk bekend als Cocciaregliu, was bijna zeker een van de oppidum (versterkte stad) van de Equi.
De Equi (in het Latijn Aequi) waren een oud Italiaans volk dat tussen de zevende en derde eeuw v.Chr. het gebied bewoonde dat tegenwoordig tussen Lazio en Abruzzen in Italië ligt.
De Suffenaten, een van de lokale gemeenschappen die genoemd wordt door Plinius de Oudere, vestigde zich op de Passo della Fortuna, deel van de huidige gemeente Ciciliano.
Uit de tijd van de Equi zijn in Ciciliano nog te vinden een heiligdom uit de 6e eeuw v.Chr. en veelhoekige muren.

#### Trebula van de Suffenati
Na de Romeinse verovering van het gebied van de Equi (4e eeuw v.Chr.) en de stichting van de Romeinse kolonies Alba Fucens en Carsioli, kreeg de stad Trebula van de Suffenati civitas sine sufragio (burgerrechten zonder stemrecht). In de 1e eeuw v.Chr. werd Trebula van de Suffenati verheven tot municipio en werd dit het administratieve centrum van een uitgestrekt gebied (ager Trebulanus). Dit gebied omvatte de valleien van de Empiglione, de Giovenzano en het eerste deel van de Aniene (de huidige 15 gemeentes Ciciliano, Castel Madama, Pisoniano, San Vito, Capranica Prenestina, Gerano, Cerreto Laziale, Canterano, Rocca Canterano, Rocca Santo Stefano, Sambuci, Saracinesco, Anticoli Corrado, Marano Equo en Agosta).
Trebula werd door de dichter Martialis geprezen vanwege de gunstige ligging als koel zomerverblijf in plaats van Tivoli en vanwege de goede kazen.
Trebula ontwikkelde zich aanzienlijk tijdens de vroege romeinse keizertijd (1e eeuw na Christus) mede dankzij de gunst van de familie Plauti Silvani, van oorsprong afkomstig uit Trebula en in Rome opgeklommen tot senator en door vriendschap en verwantschap verbonden met de keizerlijke familie. 
Marcus Plaucius Silvanus was samen met Augustus consul in 2 v.Chr., vocht samen met de toekomstige keizer Tiberius in de Balkan en richtte het Mausoleum van de Plauti op aan de Via Tiburtina bij Ponte Lucano (Tivoli). 
De moeder van Marcus Plautius Silvanus, Urgulania, van koninklijke Etruskische afkomst, wordt door Tacitus beschreven als een zeer invloedrijke matrone in Rome als vriendin en vertrouwelinge van Livia, de vrouw van de Romeinse keizer Augustus.
De dochter van Marcus Plautius Silvanus, Plautia Urgulanilla, was de eerste vrouw van de toekomstige keizer Claudius, die Aulus Plautius Silvanus de verovering van Brittannië toevertrouwde, wat gebeurde in het jaar 43.
De inscripties die zijn gevonden, getuigen ervan dat meer dan één lid van de Plautia patronus (heerser) was van de stad Trebula, dat Trebula werd bestuurd door Duoviri, dat Trebula deel was van de stam Aniensis, en dat er een vroege aanwezigheid was van een talrijk en actief college van Augustales, wat de nauwe nabijheid van de keizerlijke familie aantoont.
De talrijke getuigenissen van dit belangrijke verleden die tot nu toe zijn opgegraven, maken het territorium van Ciciliano vandaag de dag tot het grootste en belangrijkste archeologische gebied in oostelijk Latium na Tivoli en Palestrina.

### Middeleeuwen
Toen in de 5e eeuw de invasies van de barbaren begonnen, werd Trebula geleidelijk aan verlaten. Waarschijnlijk zochten sommige inwoners hun toevlucht op de nabijgelegen heuvel die bekend staat als Caecilianum (omdat het een bezit was van de Caecili waar eerdere nederzettingen werden aangetoond door overblijfselen van veelhoekige muren en een Romeinse villa).
In de laatste eeuwen van de vroege middeleeuwen vestigden zich verschillende agrarische gemeenschappen op de ruïnes van Trebula en in het omliggende gebied waar zich de overblijfselen van enige Romeinse villa’s bevonden. Dit gebeurde op aandringen van de benedictijner abten van Subiaco en de bisschoppen van Tivoli.
De gemeenschappen waren verzameld rond zeven landelijke kerken, waarvan vandaag nog over zijn de kleine kerk van Sint-Pieter en de ruïnes van Sint-Cecilia en de kleine kerken van Sint-Magnus, Sint-Jan en Sint-Valerius. 
Vanaf de tiende eeuw leidden de conflicten om de controle over het territorium tussen Subiaco en Tivoli tot de oprichting van forten op de omliggende hoogten – Rocca Giovenzano (of Bubarano), Rocca d'Elci, Castrum Morellae en de ommuring van Ciciliano rond het fort en de kerk van Sint-Erasmus. 
Na drie eeuwen overheersing door de benedictijner abdij van Subiaco kwam Castrum Cecigliani (het huidige Ciciliano) in 1357 in handen van de familie Colonna, die het tweehonderd jaar lang bestuurde. In de eerste decennia van de 15e eeuw was het gebied van Ciciliano vaak het toneel van botsingen met de rivaliserende familie Orsini. In de 16e eeuw vonden verschillende pauselijke confiscaties plaats, waaronder die van Alexander VI (Rodrigo Borgia, paus van 1492 tot 1503). Deze paus liet in Ciciliano verblijven de jonge Giovanni Borgia, bekend als 'de Romeinse Infante', zijn vermeende buitenechtelijke zoon. Paulus III Farnese (1541-1549) liet na een belegering de muren van Ciciliano ontmantelen en Paulus IV Carafa (1555-1559) nam Ciciliano op in het hertogdom Paliano dat aan zijn neef Giovanni Carafa werd geschonken.

## Demografie
Volgens de tienjarige volkstellingen (van 1871 tot 2001) steeg de bevolking van Ciciliano tot 1931 en nam daarna sterk af door verhuizing van veel inwoners naar de dichtbijgelegen stad Rome. Door verbeterde verbindingen met Rome en toegenomen autogebruik, nam de bevolking na 1981 weer toe tot 1 473 in 2009 om daarna weer licht af te nemen. Er waren op 1 januari 2024 1 250 inwoners geregistreerd.
| Jaar     | 1871 | 1881 | 1901 | 1911 | 1921 | 1931 | 1936 | 1951 | 1961 | 1971 | 1981 | 1991 | 2001 | 2011 | 2021 |
| -------- | ---- | ---- | ---- | ---- | ---- | ---- | ---- | ---- | ---- | ---- | ---- | ---- | ---- | ---- | ---- |
| Inwoners | 1296 | 1434 | 1580 | 1749 | 1757 | 1792 | 1729 | 1469 | 1172 | 1033 | 1028 | 1073 | 1133 | 1442 | 1259 |

### Inwoners met buitenlandse nationaliteit
Op 1 januari 2002 telde Ciciliano 32 inwoners met buitenlandse nationaliteit. Dit aantal steeg sterk de jaren daarna, voornamelijk door immigratie vanuit Roemenië. In 2011 bereikte het aantal buitenlandse inwoners het maximum van 161. Op 1 januari 2023 waren er in Ciciliano 99 inwoners met de buitenlandse nationaliteit, waarvan 60 Roemenen.

## Geografie
De gemeente ligt op ongeveer 619 m boven zeeniveau.
Ciciliano grenst aan de volgende gemeenten: Capranica Prenestina, Castel Madama, Cerreto Laziale, Pisoniano, Sambuci, San Gregorio da Sassola.